# Porträtt av en musiker
Porträtt av en musiker (italienska: Ritratto di musico) är en ofullbordad målning som är attribuerad till den italienske renässanskonstnären Leonardo da Vinci. Den målades cirka 1485 och är utställd på Pinacoteca Ambrosiana i Milano.
1482 trädde Leonardo i tjänst hos hertigen av Milano, Ludovico Sforza, där han verkade som hovmålare, skulptör, arkitekt och arméingenjör. Hans första Milanoperiod fick ett abrupt slut 1499 när fransmännen ockuperade Milano och avsatte familjen Sforza. Leonardo flydde till Venedig och sedan vidare till Florens. Porträtt av en musiker är den enda av Leonardos tavlor som är kvar i Milano (muralmålningen Nattvarden kan också beses i Milano). Den är också det enda porträtt av en man som tillskrivs Leonardo. 
Från början antogs porträttet föreställa Ludovico Sforza. Först 1904 upptäcktes handen och notbladet under övermålningar, och det är dessa som har gett målningen dess nuvarande namn. Sedan denna upptäckt har man också försökt identifiera den avbildade personen. Namnen på två viktiga hovmusiker i Milano under den perioden är kända: Franchinus Gaffurius och Josquin des Prez. Nyligen har det också föreslagits att porträttet föreställer Atalante Migliorotti (1466–1532), en toskansk musiker som var vän till Leonardo och som följde med honom till hertigens hov i Milano som sångare och lyriker.
Giovanni Antonio Boltraffio, som var Leonardos lärjunge, tros ha bistått sin mästare i arbetet med Porträtt av en musiker.